# ビートル (高速船)

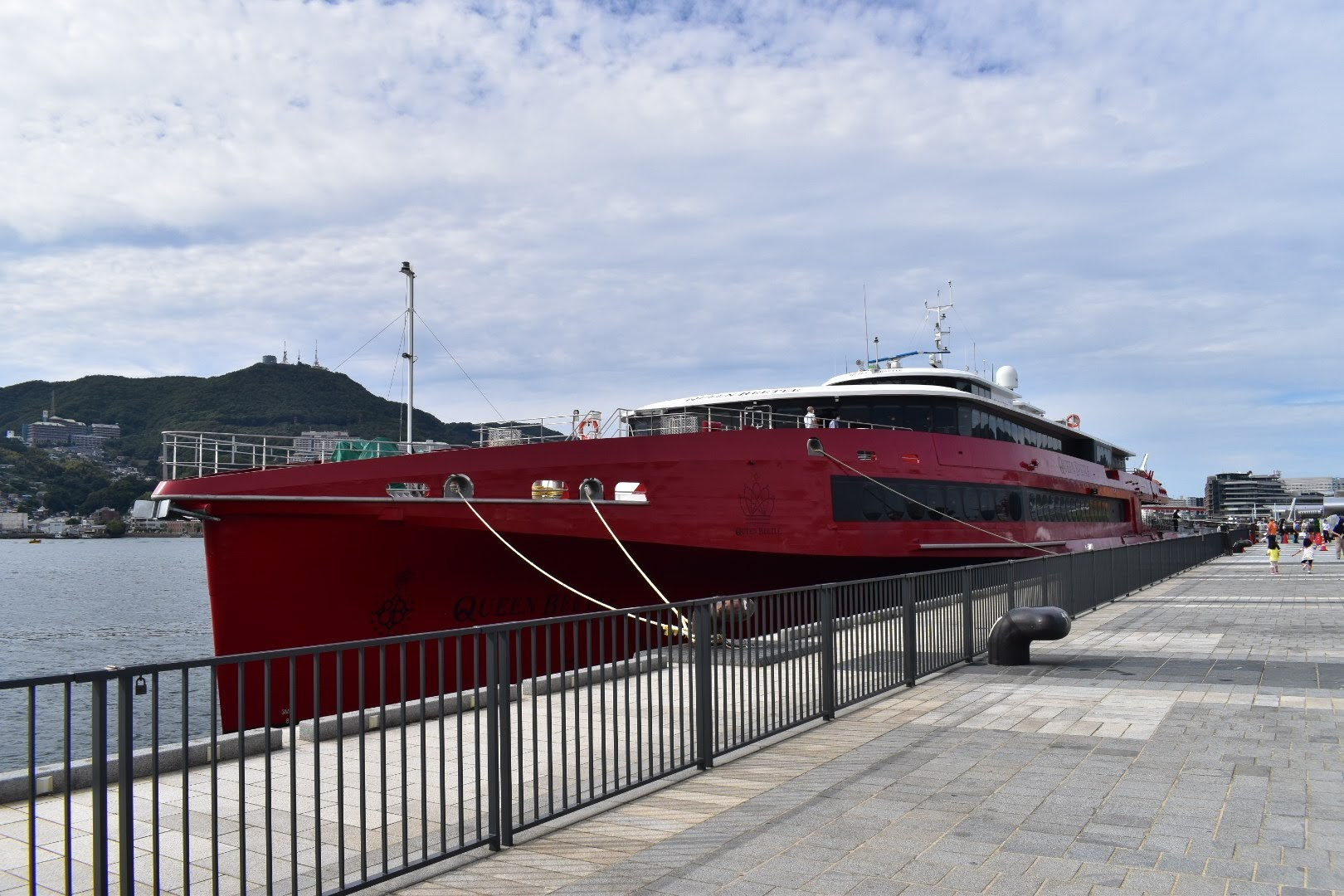
水辺の森公園前着岸壁に停泊中のJR九州高速船クイーンビートル（2022年9月24日）

ビートル (Beetle) はかつてJR九州高速船（2005年10月1日に九州旅客鉄道〈JR九州〉船舶事業部が独立）が運航していた高速船である。

## 概要
2024年8月12日まで日本福岡県福岡市の博多港と大韓民国釜山広域市の釜山港を結ぶ航路が運航されていた。運航終了時点では博多-釜山間の所要時間は約3時間40分で、1日1往復。それ以前には、長崎県対馬市の比田勝港と釜山港を結ぶ航路も存在し、比田勝-釜山は約1時間10分で、1日1-2本運航されていた。
運航開始当初から2022年までは、ボーイング929の旅客型「ジェットフォイル」を使用しており、1日2-4往復を運航し、博多-釜山間を2時間55分で結んでいた。
なお、JR西日本宮島フェリー（JR西日本の子会社）の宮島航路と違い、こちらは国際航路で運賃形態が独立しており、鉄道連絡船の扱いではなく「青春18きっぷ」では乗船できなかった。
JR九州の初代社長を務めた石井幸孝は、九州と地理的に近い韓国や中国に着目した。JR九州の前身である国鉄九州総局の山岳部は、韓国鉄道庁（現：韓国鉄道公社）本庁山岳部と付き合いがあった。この人脈を利用して、崔璂徳（チェ・キドゥク）・鉄道庁長（在任：1983～88年）を紹介してもらった。さらに、金景煕（キム・ギョンヒ）・釜山観光協会長兼亜州観光会長が加わり、日韓共同きっぷの設定や、博多～釜山間国際航路開設へとつながった。
石井は、「韓国でも高速道路や航空機との競争で経営の厳しい事情は似ており、発想の転換で経費の節減や高速化などに取り組みたい事をかねがね考えていることが分かった。特に当時の鉄道庁長・崔璂徳氏は軍人経験者に似合わず、経営センスと柔らかい感覚の持ち主ですっかり意気投合し、互いに視察し意見交換することになった。彼はJR九州での民営化や経営改革、前向きの技術改善、特に車両・輸送の近代化、保守の効率化、安全対策などに関心があった。また逆に当時の（引用者注：韓国の）看板特急『セマウル号』はサービスにも結構力を入れており、赤い制服の客室乗務員が乗っているのは新鮮だった。これは早速『真似しましたよ』と言ってJR九州初の新製特急『ハイパーサルーン』に取り入れた。赤い制服も同じである」と述べていた。
1988年6月30日に実施された、日韓共同きっぷの調印式、記念パーティーで、石井、崔、金の3者で、博多～釜山航路開設の話が持ち上がった。当時の韓国鉄道庁は財政的に余裕がなく、最初に船を用意して開始するのはJR九州、2隻目で鉄道庁が用意することになった。しかし、乗客の流出を恐れた韓国の大手船会社がネガティブキャンペーンを行った。税関や出入国管理所との折衝や、通常の船とは異なる、ジェットエンジンで動く水中翼船なのでメンテナンスに手を焼いたりなどの苦労があった。当初のJR九州には、船員資格を持った社員がおらず、JR四国、佐渡汽船、鹿児島商船に協力を要請した。電車の運転士や保線夫だった社員が、ゼロから船員修業をした。JR四国を退職していたところから招聘された大嶋良三を部長として、宇高連絡船に携わっていた船員を出向でまかなっての船出となった。就航から10年後には、元鉄道マンから所定の航海経験も積んで、JR九州生え抜きの船員を誕生させた。
水中翼船は、水中翼の浮力での高速航走時は「フォイルボーン」、速力による水中翼の揚力が無い状態を「ハルボーン」という。水中翼浮力が無く、海底への距離が足りない場合は、水中翼を喫水線上に畳むことが、ジェットフォイルでは可能である。ハルボーンでの格納状態の前部水中翼を引き上げると、カブトムシの角のように見える。あえて海の生物ではなく、昆虫のイメージとし、当初の船体は真っ黒に塗られていたことなどを理由に、「ビートル」と名付けられた。初代「ビートル」は、広告で「ウミトブカブトムシ」とアピールされていた。
ビートル就航直後の博多港国際旅客ターミナルは、モルタル張り2階建てで、石井は当時の韓国総領事から、「博多港は国際港とは名ばかり、雨宿りするターミナルもないんですか？」と言われたようだ。桑原敬一・福岡市長に懇願し、1993年4月に新しい国際ターミナルビルが完成した。石井によると、ジェットフォイルの平均乗船率は70％程度でないと採算が取れず、これは鉄道の特急列車が60％程度の乗車率を保持しないと採算で苦しいのと同じだと述べていた。博多～釜山航路は、両方が大都会なので、生活、ビジネス、用務などの客の太い流動の可能性があり、観光だけでは波動が大きく70％というような平均値は期待できないという、交通事業者としての戦略判断があったようだ。
就航開始後2～3年は、初期故障で運休がたびたびあり、知名度が低かったため、乗客が少なく、ひどい時には乗客1人のみだったこともあったとされている。当初は、博多～ハウステンボス間の国内航路も、博多～釜山間の国際航路も赤字だったが、ハウステンボス航路は鉄道との競合が激しいことから、1994年に廃止された。一方で、釜山航路は航空会社がライバルで、空港から市街地までのアクセスを考えると所要時間は大差なく、運行当初はビートルのほうが航空よりも値段が安かったことから存続した。釜山航路は、1993年の大田国際博覧会のころから軌道に乗った。観光客がノービザとなり、旅行代理店が相次いで格安韓国ツアーを売り出すなど、のちの韓流ブームの下地が形成されていった。
2004年のテレビドラマ『冬のソナタ』のヒットを機に黒字路線へ成長した。九州最大の都市である福岡と、韓国第二の人口（「港町」としてはトップ）を持つ大都市の釜山を海上経由で高速連絡した。最盛期には、両都市間の既存航空路線に対する高い競争力を獲得して旅客機から輸送シェアを奪ったうえ、輸送需要そのものを増やすことに成功した。
博多～釜山航路のビートルは、1998年から2隻、2001年から3隻、2002年からは4隻体制となった。2001年から、韓国の未来高速社が運行するジェットフォイル「コビー」も、博多～釜山航路に参入した。博多～釜山航路の年度別乗客数は、1991年度の4万人から、2004年度には60万人へと増加した。2007年時点では、未来高速と合わせて計7隻のジェットフォイルが、毎日最大8往復運行していた。しかし、その後は格安航空会社の台頭、2020年代初頭のSARSコロナウイルス2流行による出入国規制などで乗客が減少した。末期には、クイーンビートル1隻体制となったが、船底に発生したトラブルが、航路の存続にとって致命傷となった。
2023年から船首の亀裂による浸水が3度発生するもJR九州高速船が隠蔽したとして問題化し、2024年末には事業撤退が発表され、クイーンビートルは2025年に韓国企業に売却が決まった。玄界灘の波に耐える強度への補修が困難と判断して撤退を決めた経緯から、JR九州は「日本と韓国を結ぶ航路には運航させないこと」を売却の条件にしたという。

## 歴史
- 1990年（平成2年）
  - 5月2日：九州旅客鉄道（JR九州）により、高速船「ビートル」が博多港 - 平戸 - 長崎オランダ村間で運航開始。
- 1991年（平成3年）
  - 3月14日：JR九州が韓国鉄道庁と高速船運航協定を締結[12]。
  - 3月25日：博多 - 釜山間に高速船「ビートル2世」運航開始[13]。
- 1992年（平成4年）
  - 3月25日：高速船「ビートル」の航路を博多港 - 平戸 - ハウステンボス間に変更[14]。
- 1994年（平成6年）
  - 3月31日：博多港 - 平戸 - ハウステンボス間の高速船「ビートル」休航[15]。
- 1998年（平成10年）
  - 5月1日：博多 - 釜山航路、ビートル2隻体制での運航開始[16]。（「ビートル2世」、「ジェビ」）
- 2000年（平成12年）
  - 11月28日：ビートル新予約システム「SHIPS2」稼動。
- 2001年（平成13年）
  - 4月6日：ビートル3隻体制での運航開始。（「ビートル2世」、「ビートル3世」[17]「ジェビ」）
- 2003年（平成15年）
  - 7月1日：ビートル4隻体制で運航開始[18]。（「ビートル2世」、「ビートル3世」、「ジェビ」、「ジェビ2」）
  - 11月16日：ビートル累計乗船人員200万人突破。
- 2005年（平成17年）
  - 8月1日：JR九州高速船設立。
  - 10月1日：以降、ビートルはJR九州高速船により営業される。同時に「ジェビ」、「ジェビ2」の船名を、「ビートル1世」、「ビートル5世」に変更。
    - 「ジェビ」→「ビートル1世」
    - 「ビートル2世」
    - 「ビートル3世」
    - 「ジェビ2」→「ビートル5世」
- 2006年（平成18年）
  - 2月5日：高速航行中に大型鯨類と衝突する事故が発生[19]。
  - 2月14日：博多 - 釜山航路で高速旅客船「コビー」を定期運航する同業の未来高速（釜山広域市）と業務提携。
  - 3月5日：高速航行中に大型鯨類と衝突、6人が負傷[19][20]
  - 3月17日
    - 未来高速との間で、共同ダイヤの採用・乗船券の共通化・乗船窓口業務の統合・岸壁の乗降設備の共同利用などを開始。
    - 対馬市沖を高速航行中に大型鯨類と衝突する事故が発生[19]

  - 7月15日：新「ビートル」デビュー、グリーン席新設。
- 2011年（平成23年）
  - 11月1日：高速船ビートル新規航路就航（対馬 - 釜山）。
- 2012年（平成24年）
  - 5月12日： 麗水国際博覧会（韓国全羅南道麗水市）に合わせて、博多 - 麗水間を期間限定で臨時運航（～8月12日まで）。
- 2014年 （平成26年）
  - 3月：ビートル累計乗船人員500万人突破。
  - 4月：ビートル5世売却。3隻体制となる。
  - 7月6日：対馬で開催される国境マラソンIN対馬にあわせ、博多港 - 比田勝航路を臨時運航。
  - 8月22日：1994年3月末から運休している福岡市と、長崎県平戸市を20年ぶりに臨時便で1往復復活。
- 2015年 （平成27年）
  - 7月5日：対馬で開催される国境マラソンIN対馬にあわせ、博多港 - 比田勝航路を臨時運航。
  - 9月8日：博多→平戸（国内航路）、平戸→釜山（国際航路）を臨時運航。
  - 11月3日：博多 - 平戸（国内航路）を2往復臨時運航。
  - 11月4日：博多→平戸（国内航路）、平戸→釜山（国際航路）を臨時運航。
- 2016年 （平成28年）
  - 1月8日：9時55分頃、釜山発博多行きの便（乗員乗客191人）が、釜山港から約15kmの海上で鯨とみられる物体と衝突し、10人が負傷。高速走行できなくなり釜山へ引き返した[21][22]。
  - 1月20日：16時半頃、釜山発博多行き（乗員乗客161人）が、福岡市西区の小呂島北約14kmの海上で、海洋生物らしき物体と衝突。乗員の女性が軽傷。釜山港を午後2時半に出発し、衝突時は時速約70キロで航行中だった。衝突後は時速約20キロで航行し、博多港に約2時間20分遅れで到着した。
  - 3月3日：参議院予算委員会にて秋野公造参議院議員が「対馬市民の生活の利便性向上のために、税関、出入国管理、検疫の問題がクリアできたら国際航路に国内旅客を混乗させることは可能か」と質した質疑に対し、石井啓一国土交通大臣は「出入国管理などの問題が解決されれば可能」との考えを示し、「航路開設の動きが本格化してきたら、関係者の意向を確認しながら航路開設の手続きに対応したい」と応じた[23]。これより混乗の議論が具体的に活性化していく。
  - 4月1日：未来高速との共同運航契約が3月末で終了。以後、再びJR九州単独運航になる。
  - 7月3日：対馬で開催される国境マラソンIN対馬にあわせ、博多港 - 比田勝航路を臨時運航。
  - 9月23日：博多 - 平戸（国内航路）を2往復臨時運航。
  - 9月24日：博多 - 平戸（国内航路）を2往復臨時運航。
  - 9月25日：博多→平戸（国内航路）、平戸→釜山（国際航路）を臨時運航。
  - 10月7日：博多 - 平戸（国内航路）を1往復臨時運航。
  - 11月12日：博多 - 平戸（国内航路）を2往復臨時運航。
  - 11月13日：博多 - 平戸（国内航路）を1往復臨時運航。
- 2017年 （平成29年）
  - 3月18日：ビートルリニューアル運航開始。
  - 7月2日：対馬で開催される国境マラソンIN対馬にあわせ、博多港 - 比田勝航路を臨時運航。
  - 7月2日：ビートル3世リニューアル運航開始。
  - 7月10日：ビートル累計乗船人員600万人突破。
  - 12月22日：ビートル2世リニューアル運航開始。このリニューアルをもって、ビートル3隻のリニューアルが完了。
- 2018年（平成30年）
  - 3月5日：ビートルの後継船となる新型高速船について、オースタル社（オーストラリア）との間で三胴船の建造契約を締結。
  - 4月28日：船内売店のインターネット事前注文サービス「ビートルプレオーダーショップ」を開始、5月1日出発便より船内受取開始。
  - 7月8日：対馬で開催される国境マラソンIN対馬にあわせ、博多港 - 比田勝航路を臨時運航。
  - 7月23日：九州郵船がJR九州高速船の運航する福岡 - 釜山航路の高速船ビートルの一部座席を利用して、博多 - 比田勝航路に対馬混乗便を運航開始[24][25][26]。
  - 8月27日：三胴式高速船の船名「クイーンビートル」とインテリア、就航時期を発表。2020年7月より就航予定とする[27]。
- 2019年（令和元年）
  - 6月23日：対馬で開催される国境マラソンIN対馬にあわせ、博多港 - 比田勝航路を臨時運航。
- 2020年（令和2年）
  - 3月9日：新型コロナウイルス感染対策として、韓国からの船舶による旅客運送停止要請により、同日から4月30日までの予定で全便運休[広報 1]。4月30日以降も期間を延長し、運休を継続。長期休暇・連休期間などに博多 - 対馬間や博多 - 呼子間などでの国内運航を実施。
- 2021年（令和3年）
  - 3月20日：沖ノ島遊覧コースに「クイーンビートル」が初就航[広報 2][広報 3]。
- 2022年（令和4年）
  - 3月12日：新型コロナウイルスの影響により、日韓航路再開が事実上困難になっていることや国内航路事業の拡大を背景として、「クイーンビートル」の船籍をパナマから日本に変更[28][29]。クイーンビートルはパナマ船籍であったため、同船の国内遊覧運航に関しては、カボタージュ制度に基づく内航海運業界からの反対意見が存在した[30][31]。
  - 11月4日：日韓航路の運航を再開、「クイーンビートル」が国際航路で運用されるのは初となる。なお、既存のビートル3隻は引退した[32][33]。
- 2023年（令和5年）
  - 2月11日：航行中の「クイーンビートル」の浸水警報装置が作動したため、翌2月12日にダイバーを潜水させて確認したところ、船体にヒビ（クラック）が発生していた。そのため、応急処置のうえ2月14日まで運航を継続したが、JR九州高速船は国への報告や、法律で義務づけられた臨時検査を行っていなかった[34]。
  - 6月23日：国土交通省は運航するJR九州高速船に対し、海上運送法第25条に基づく検査で法令違反の事実を確認したとして、同法第19条第2項に基づく行政処分を行った[35]。7月20日、JR九州高速船は国土交通省に対し、改善報告書を提出した[広報 4]。
- 2024年（令和6年）
  - 5月30日：午前9時、釜山入港直前の「クイーンビートル」船首で浸水が確認されたため、5月31日以降の欠航が決まった[36]。
  - 5月31日：入渠による修理に伴い「クイーンビートル」を運休すると発表。当初、運休期間は6月28日までだったが、その後6月14日付で7月10日まで延長[広報 5]。
  - 7月5日：JR九州高速船は7月11日から「クイーンビートル」の運航を再開すると発表し[広報 6]、11日から運行を再開したが、翌12日に船体異常で再び欠航した[37]。
  - 8月8日：非常用小型艇の中に潜んで密航と不法出国を図ったとして、ウズベキスタン国籍の男性が逮捕された[38]。
  - 8月9日：「クイーンビートル」を8月13日以降運休し、11月25日までの新規予約の受付を中止すると発表[広報 7]。2月に船体への浸水が判明したにもかかわらず、修理や検査、国への報告をせず、浸水センサーの位置を故意に動かしてポンプで排水しながら、入渠までの約4ヶ月にわたり運航を続けていたことが、8月の国土交通省の抜き打ち検査で判明した[39]。
  - 12月23日：安全を担保できないという判断から船舶事業からの撤退を発表[広報 8]。
- 2025年（令和7年）
  - 2月7日：同年2月28日をもって船舶事業の廃止を発表[広報 9]。
  - 2月28日：船舶事業の廃止に伴い、日韓航路廃止[広報 9]。2024年（令和6年）8月12日が事実上の最終運航日となった。
  - 4月17日：「クイーンビートル」の船体を韓国のパンスターラインドットコムに条件付き[注釈 2]で売却すると発表[10][11]。
  - 6月上旬：「ビートル」の船体のうち1隻を鹿児島県の岩崎グループに売却[40]。
  - 6月30日：「クイーンビートル」の船体を博多から釜山へ移動[41][42]。

## 保有船舶
「クイーンビートル」以外はいずれも川崎重工業神戸造船所建造のジェットフォイル。全長27.4m、幅8.5m、航海速力43ノット。2017年以降の定員は191名（一般席175席、グリーン席16席。グリーン席にはRECARO社製の座席を採用）

### 現在
- なし

### 過去
- ビートル
  - 1990年竣工。164総トン。

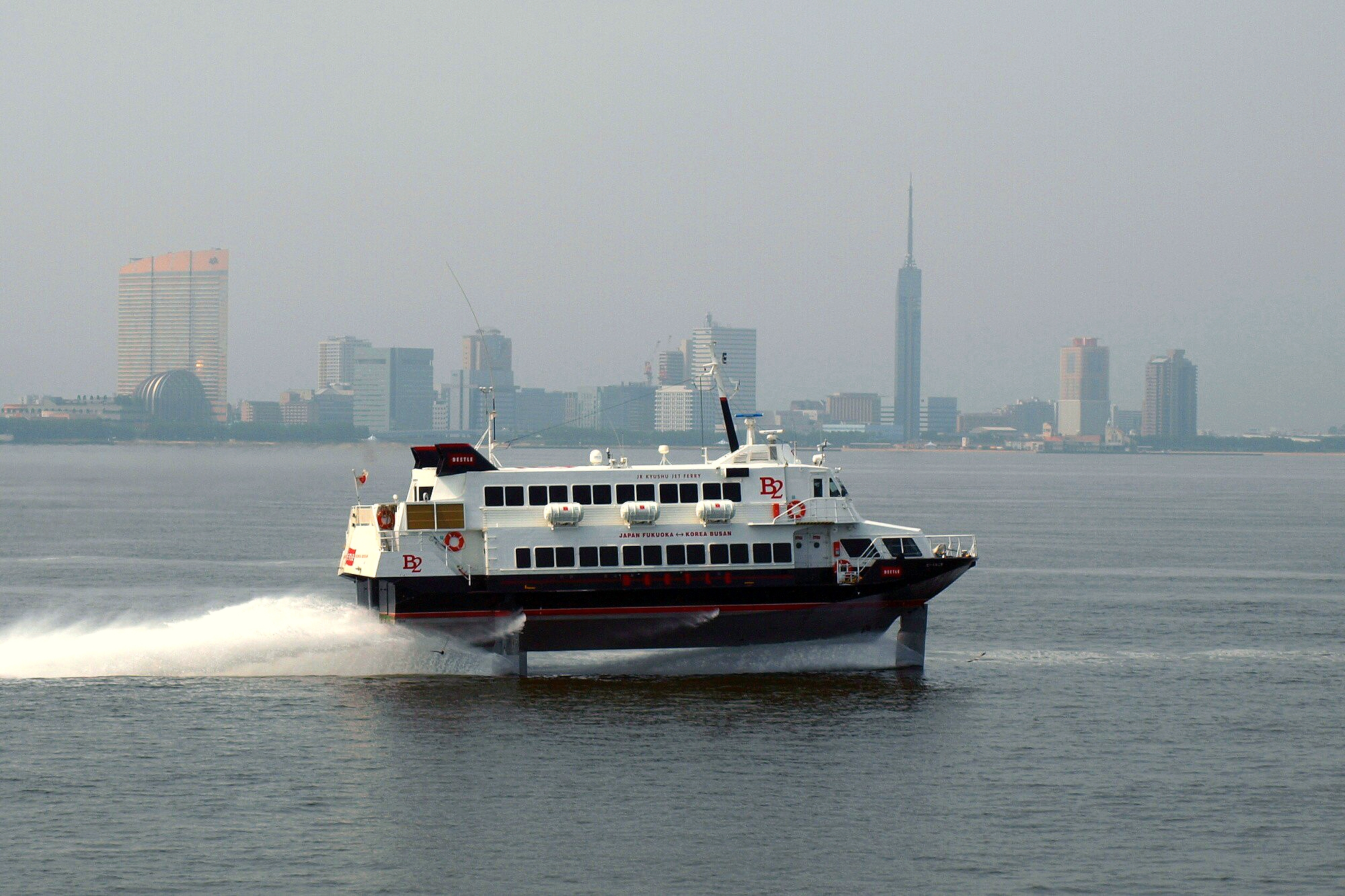
博多湾上を疾走するビートル2世（2009年8月3日）

  - 1994年長崎航路休止の後海上アクセス「サファイアウィング」、1998年韓国高速海運「ジェビ」として運航し2005年JR九州高速船に復帰し船名もビートルに戻る。
  - 2022年クイーンビートル就航にともない引退。
- ビートル2世
  - 1991年竣工。165総トン。福岡-釜山航路第一船。
  - 2022年クイーンビートル就航にともない引退。
- ビートル3世
  - 1989年に日本海洋高速「ながさき」として竣工。165総トン。
  - 1994年に海上アクセス「パールウィング」、1997年に沖縄マリンジェット観光「まーりん」として運航し2001年JR九州に就航。
  - 2022年クイーンビートル就航にともない引退。
- ビートル5世
  - 1994年に海上アクセス「クリスタルウイング」として竣工。165総トン。
  - 2001年に韓国高速海運「ジェビII」として釜山博多航路に就航。2006年にJR九州に転属しビートル5世となる。
  - 2014年引退、東海汽船に売却され2015年1月「セブンアイランド大漁」に改名。
- クイーンビートル
  - 2,300国際総トン、全長83.5m、幅20.2 m、航海速力36.5ノット。
  - 旅客定員502名。オースタル建造のトリマラン（三胴船）。
    - 当初2020年7月15日就航予定とされたが、新型コロナウイルス感染症の世界的流行により航路が運休となり、建造自体も遅れ2020年9月29日に引渡しを行い10月15日に博多港に到着した。
    - 当初はパナマ船籍だったが、日韓定期航路再開のめどが立たないことから、再開までの間国内遊覧運航について国土交通省から沿岸輸送特許を得て、2021年3月より沖ノ島遊覧コースに就航。しかしながら制約が大きいため2022年3月に日本籍に変更、4月から博多港 - 門司港、博多港 - 長崎港間航路の運航を開始。同年にはグッドデザイン賞を受賞[43]。
    - 2022年11月4日より釜山博多航路の運航を開始。
    - 2024年6月に入渠し7月10日まで運休後、7月11日から運航を再開したが、8月13日から再び運休した。
    - 2024年12月23日、JR九州が日韓航路から撤退を正式発表[44]。
    - 2025年2月28日、JR九州が船舶事業の廃止を正式発表し、日韓定期航路廃止。これによって2024年8月12日の運航が事実上のラストランになり引退した。
    - 2025年4月17日、船体を韓国のパンスターラインドットコムに条件付き[注釈 2]で売却すると発表[10][11]。
    - 2025年6月30日、船体を博多港から釜山港へ移動[41]。今後の運航については未定[42]。